# ریچارد گودوین
ریچارد گودوین (انگلیسی: Richard Elton Goodwin؛ ۱۹۰۸ - ۱۹۸۶) فرد نظامی اهل بریتانیا بود. وی همچنین برندهٔ جوایزی همچون نشان حمام و نشان امپراتوری بریتانیا شده‌است.